# Anni 630 a.C.
Gli anni 630 a.C. sono il decennio che comprende gli anni dal 639 a.C. al 630 a.C. inclusi.

## Personaggi
- Nel 635 a.C. sul trono dei Medi sale Ciassare.
- In Cina la confederazione degli Stati del nord nomina pa, egemone, Wen di Chin; questa carica passerà ai suoi successori.

## Nati
- Solone, politico, giurista e poeta ateniese († 558 a.C.)634 a.C.

- Nabucodonosor II, sovrano babilonese († 562 a.C.)

- Suizei, imperatore giapponese († 549 a.C.)630 a.C.
- Amytis, regina babilonese († 565 a.C.)

## Morti
- Amon, re633 a.C.
- Duca Xiao di Qi, militare cinese631 a.C.
- Assurbanipal, re (n. 685 a.C.)